# كريستينا رومر
كريستينا رومر (بالإنجليزية: Christina Romer) (و. 1958 – م) هي عالمة اقتصاد، وأستاذة جامعية من الولايات المتحدة الأمريكية ولدت في ألتون.

## التعليم
تعلمت في معهد ماساتشوستس للتقنية.

## مناصب وهيئات
تولت مناصب جامعة برنستون، وجامعة كاليفورنيا، بركلي.

## روابط خارجية
- كريستينا رومر على موقع مونزينجر (الألمانية)